# Everything Louder Than Everyone Else
Everything Louder Than Everyone Else — третий концертный альбом британской рок-группы Motörhead, записанный в мае 1998 года и выпущенный  9 марта 1999 года.

## Список композиций
Диск 1:
1. «Iron Fist» (Эдди Кларк, Лемми, Фил Тейлор) — 4:08
2. «Stay Clean» (Эдди Кларк, Лемми, Фил Тейлор) — 2:48
3. «On Your Feet or on Your Knees» (Würzel, Фил Кэмпбелл, Микки Ди, Лемми) — 3:20
4. «Over Your Shoulder» (Würzel, Кэмпбелл, Ди, Лемми) — 3:45
5. «Civil War» (Кэмпбелл, Ди, Лемми) — 3:29
6. «Burner» (Würzel, Кэмпбелл, Ди, Лемми) — 3:23
7. «Metropolis» (Эдди Кларк, Лемми, Фил Тейлор — 4:00
8. «Nothing Up My Sleeve» (Würzel, Фил Кэмпбелл, Пит Гилл, Лемми) — 3:41
9. «I’m So Bad (Baby I Don’t Care)» (Würzel, Кэмпбелл,Лемми, Фил Тейлор) — 3:21
10. «The Chase Is Better than the Catch» (Эдди Кларк, Лемми, Фил Тейлор) — 5:28
11. «Take the Blame» (Кэмпбелл, Ди, Würzel) — 4:20
12. «No Class» (Кларк, Лемми, Тейлор) — 3:22
13. «Overnight Sensation» (Кэмпбелл, Ди, Лемми) — 4:38
14. «Sacrifice» (Würzel, Кэмпбелл, Ди, Лемми) — 3:40

Диск 2:
1. «Born to Raise Hell» (Лемми) — 5:41
2. «Lost in the Ozone» (Würzel, Фил Кэмпбелл, Микки Ди, Лемми) — 3:43
3. «The One to Sing the Blues» (Würzel, Кэмпбелл,Лемми, Фил Тейлор) — 3:25
4. «Capricorn» (Кларк, Лемми, Тейлор) — 4:58
5. «Love for Sale» (Кэмпбелл, Ди, Лемми) — 5:04
6. «Orgasmatron» (Würzel, Фил Кэмпбелл, Гилл, Лемми) — 6:36
7. «Going to Brazil» (Würzel, Кэмпбелл, Лемми, Тейлор) — 2:52
8. «Killed by Death» (Würzel, Кэмпбелл, Пит Гилл, Лемми) — 6:27
9. «Bomber» (Кларк, Лемми, Тейлор) — 5:50
10. «Ace of Spades» (Кларк, Лемми, Тейлор) — 4:49
11. «Overkill» (Кларк, Лемми, Тейлор) — 7:34

## Участники записи
- Иэн Фрэйзер «Лемми» Килмистер — бас-гитара, вокал
- Фил Кэмпбелл — гитара
- Микки Ди — ударные